# Elecciones generales de Bosnia y Herzegovina de 2018
Las elecciones legislativas y presidenciales de Bosnia y Herzegovina de 2018 se llevaron a cabo el domingo 7 de octubre del mismo año. Se determinó la composición de la presidencia del país, así como la del parlamento nacional y los gobiernos cantonales.
Las elecciones para la Cámara de Representantes están divididas en dos: una elección para la Federación de Bosnia y Herzegovina y otra para la República Srpska. Estas dos entidades, junto al distrito de Brčko, constituyen Bosnia y Herzegovina. Los tres comunidades étnicas nacionales eligieron, cada una, un miembro de la Presidencia. Los bosnios eligieron a Šefik Džaferović, los croatas eligieron a Željko Komšić y los serbios eligieron a Milorad Dodik. El Partido de Acción Democrática se convirtió en el mayor partido en la Cámara de Representantes, con nueve escaños de 42.
La participación nacional en las elecciones presidenciales fue de alrededor del 54%. La participación fue ligeramente más baja que en las elecciones de 2014, que contaron con un 54,14% de participación. La Comisión Central Electoral de Bosnia y Herzegovina (CEC) reportó que los 5714 centros de votación cerraron a tiempo o con ligeros retrasos. Según el CEC, las elecciones transcurrieron en una "atmósfera pacífica y calmada".

## Sistema electoral

### Cámara de Representantes

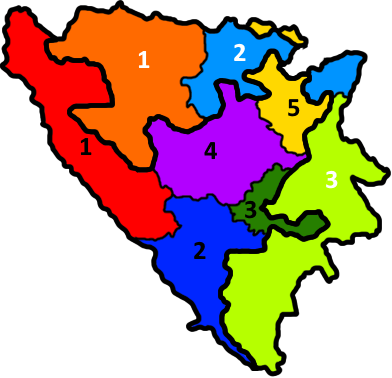
Mapa de los distritos electorales (unidades electorales) de Bosnia y Herzegovina. Nótese la división entre las dos entidades: la Federación de Bosnia y Herzegovina y la República Srpska.

Los 42 miembros de la Cámara de Representes son elegidos por representación proporcional con listas de partidos con listas abiertas en cada una de las unidades electorales del país. Estos distritos o unidades electorales eligen de tres a seis representantes. La Federación de Bosnia y Herzegovina y la República Srpska cuentan con cinco y tres unidades electorales, respectivamente. En el caso de la Federación de Bosnia y Herzegovina, se eligen 21 escaños directamente, mientras que la República Srpska tiene reservada 9 escaños. Sin embargo, los últimos 14 escaños son elegidos por proporcionalidad. En este caso, la Federación de Bosnia y Herzegovina tiene 7 de estos escaños y la República Srpska tiene 4. Un partido es merecedor de uno de estos catorce escaños dependiendo de la cantidad de votos conseguidos por el partido en toda la entidad, y será elegido el candidato con mayor cantidad de votos sin ser elegido en su unidad electoral correspondiente.
El distrito de Brčko está cubierto por dos unidades electorales, cada una en una entidad diferente. Debido a la naturaleza política del distrito, sus habitantes están habilitados para votar en una de las dos entidades, pero no por ambas, y los votos irán a la unidad electoral por la que se haya votado en la entidad correspondiente.

### Presidencia
La presidencia de Bosnia y Herzegovina es un cuerpo conformado por tres miembros, cada uno representando a las comunidades étnicas reconocidas por el gobierno: un miembro serbio, uno croata y uno bosnio. Los miembros son elegidos en elecciones separadas. Los votantes de la entidad política de República Srpska eligen al miembro serbio de la presidencia, mientras que los votantes de la Federación de Bosnia y Herzegovina eligen al miembro bosnio y al croata. Los votantes registrados en la Federación de Bosnia y Herzegovina pueden votar para el candidato bosnio o el candidato croata, pero no pueden votar en ambas elecciones. Basta con que el candidato consiga la mayor cantidad de votos en su elección correspondiente para ser elegido.

### Registro electoral
Un total de 3 352 933 ciudadanos estuvieron registrados para votar. 2 092 336 de ellos en la Federación de Bosnia y Herzegovina y 1 260 597 en la República Srpska. Hubo 77 817 personas registradas para votar afuera de Bosnia y Herzegovina, de los cuales 76 729 estuvieron registrados para votar por correo y 1 085 estuvieron registrados para votar en las embajadas y consulados.

## Elecciones legislativas

### Resultados
|  | 17.01 % |

|  | 16.03 % |

|  | 9.80 % |

|  | 9.08 % |

|  | 9.05 % |

|  | 5.81 % |

|  | 5.06 % |

|  | 4.18 % |

|  | 4.16 % |

|  | 2.92 % |

|  | 2.51 % |

|  | 2.32 % |

|  | 1.89 % |

|  | 1.84 % |

|  | 1.75 % |

|  | 1.41 % |

|  | 1.08 % |

|  | 0.99 % |

|  | 3.11 % |

|  | 91.37 % |

|  | 4.69 % |

|  | 3.94 % |

|  | 100.00 % |

|  | 54.03 % |

#### Resultados por región
|  | 25.48 % |

|  | 4.45 % |

|  | 0.47 % |

|  | 39.10 % |

|  | 24.34 % |

|  | 14.23 % |

|  | 1.45 % |

|  | 14.71 % |

|  | 0.66 % |

|  | 9.72 % |

|  | 12.56 % |

|  | 0.07 % |

|  | 10.29 % |

|  | 6.83 % |

|  | 0.21 % |

|  | 4.89 % |

|  | 4.20 % |

|  | 3.88 % |

|  | 4.69 % |

|  | 3.01 % |

|  | 0.11 % |

|  | 2.93 % |

|  | 2.36 % |

|  | 1.80 % |

|  | 1.66 % |

|  | 3.75 % |

|  | 2.15 % |

|  | 91.17 % |

|  | 91.67 % |

|  | 4.81 % |

|  | 4.51 % |

|  | 4.02 % |

|  | 3.82 % |

|  | 100.00 % |

|  | 100.00 % |

|  | 51.82 % |

|  | 57.70 % |

## Elecciones presidenciales

### Resultados

#### Miembro bosnio y croata de la presidencia
|  | 36.61 % |

|  | 33.53 % |

|  | 12.95 % |

|  | 10.09 % |

|  | 5.15 % |

|  | 1.66 % |

|  | 52.64 % |

|  | 36.14 % |

|  | 6.04 % |

|  | 3.74 % |

|  | 1.42 % |

|  | 93 % |

|  | 3.31 % |

|  | 3.69 % |

|  | 100 % |

|  | 51.82 % |

#### Miembro serbio de la presidencia
|  | 53.88 % |

|  | 42.74 % |

|  | 1.86 % |

|  | 1.52 % |

|  | 93.91 % |

|  | 3.09 % |

|  | 3 % |

|  | 100 % |

|  | 57.67 % |

## Reacciones
Los miembros elegidos a la presidencia de Bosnia y Herzegovina fueron Šefik Džaferović (bosnio) del Partido Acción Democrática, Željko Komšić (croata) del Frente Democrático y Milorad Dodik (serbio) de la Alianza de Socialdemócratas Independientes. Hubo controversia sobre la elección de miembro croata, pues el miembro no-nacionalista Željko Komšić ganó la elección contra el nacionalista Dragan Čović de la Unión Democrática Croata con la ayuda de votantes bosnios, resultando en Komšić ganando el primer lugar casi exclusivamente en municipalidades donde los croatas no eran mayoría. Esto resultó en protestas de croatas acusando a bosnios de votar en contra de los intereses croatas, al mismo tiempo llamando a la creación de su propia entidad, o por lo menos la creación de un distrito electoral exclusivo para croatas. En los próximos días se dieron lugar protestas en la ciudad de Mostar con carteles con la inscripción "No es mi presidente", refiriéndose a Komšić. En los días siguientes a la elección, varias municipalidades con mayoría croata declararon a Komšić persona non grata.